# Orden de la fidélité et constance
Der Orden de la fidélité et constance (Deutsch: der Treue und Beständigkeit) war ein kurzlebiger Ritterorden des Herzogtums Mecklenburg-Strelitz.

## Stiftung
Der Orden wurde von Herzog Adolf Friedrich III. († 1752) vor dem oder im Jahr 1745 gestiftet und nur von ihm in einigen wenigen Exemplaren verliehen. Über das genaue Stiftungsdatum und den Stiftungszweck liegt keine Überlieferung vor.

## Ordenszeichen
Das Ordenszeichen war ein goldenes, blau emailliertes Kreuz, das im Wesentlichen die Gestalt eines lateinischen Kreuzes mit Spitzen wie beim Malteserkreuz hatte. Am oberen Ende fehlten die Spitzen, hier befand sich ein Ring, durch den das Band gezogen wurde. Die Initialen A F des Stifters fanden sich als Monogramm in Gold zusammengezogen und mit einem Fürstenhut bedeckt auf der oberen Hälfte des Kreuzpfahls; Fidei et con stand auf dem Balken und auf der unteren Hälfte des Pfahles. Beide Seiten des Kreuzes sind einander gleich.

## Ritter

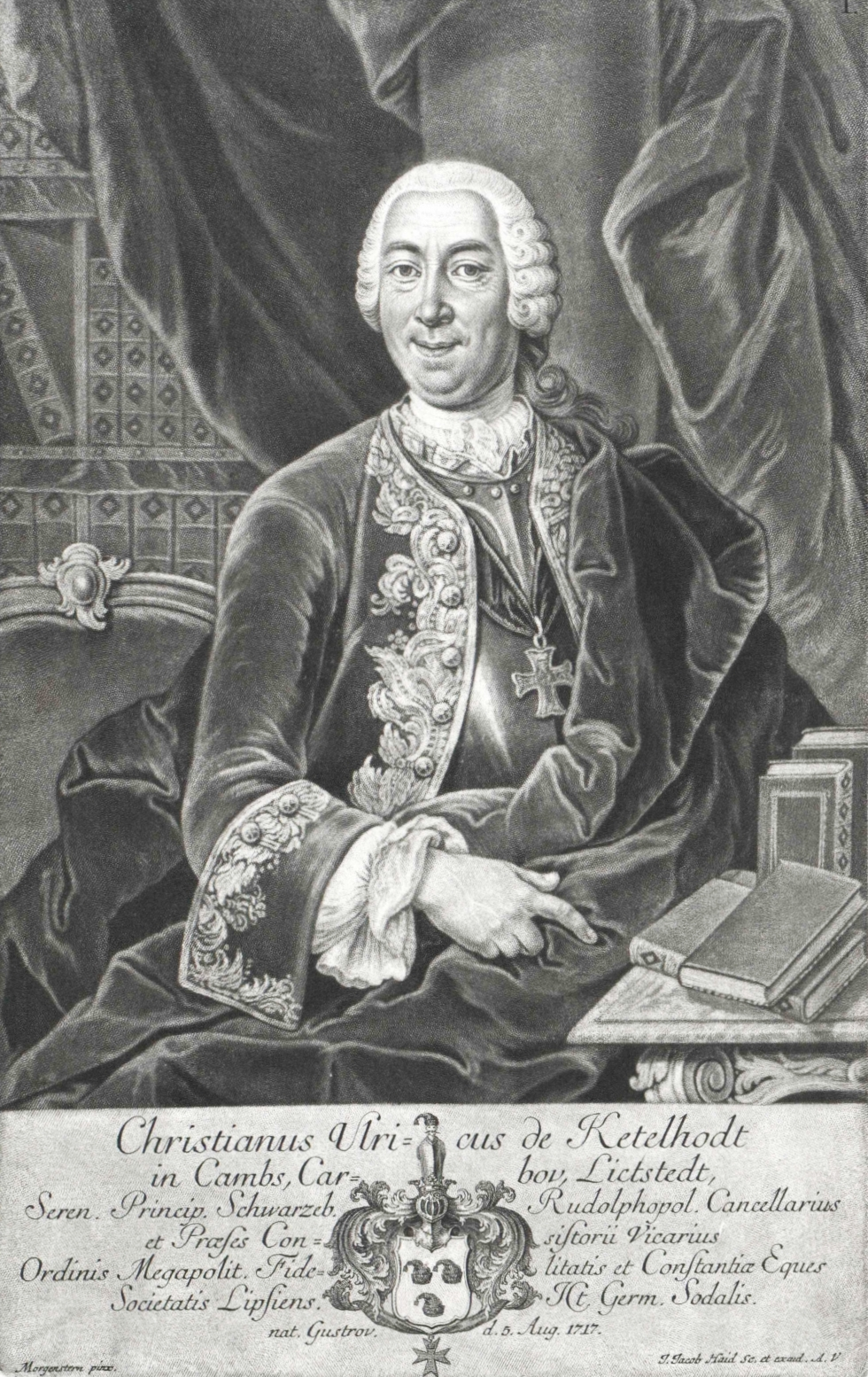
Christian Ulrich von Ketelhodt mit dem Orden

Als Ritter des herzoglich mecklenburgischen Ordens de la fidélité et constance nennt sich Christian Ulrich von Ketelhodt, der fürstlich schwarzburg-rudolstädtischer Geheimrat, Kanzler, Regierungs- und Consistorial-Präsident war. Das ihm nach eigener Angabe am 21. Oktober 1745 verliehene Ordenszeichen wurde in der Familie, jeweils mit Erlaubnis des Herzogs von Mecklenburg-Strelitz, bis ins 19. Jahrhundert als verehrtes Andenken weitervererbt. Dabei wurde 1809 festgestellt, dass der in Frage stehende Orden so zu sagen gar nicht existire, da nichts darüber aufzufinden gewesen, daß aber, wenn der Hr. Regierungsrath den Orden als ein Familien=Andenken betrachten und tragen wolle, der Herzog (Carl) durchaus nichts dagegen habe, sich aber zu einer förmlichen Autorisation, welche als eine Wiedererweckung von den Todten oder gar als eine erneuerte Stiftung angesehen werden dürfe, sich nicht entschließen könne.
Als weiterer Ritter des Ordens war, so Gottlieb Matthias Carl Masch, lediglich der Stallmeister Daniel von Altrock namentlich bekannt.